# Kirschkau
Kirschkau település Németországban, azon belül Türingiában. Lakosainak száma 189 fő (2023. december 31.). Kirschkau Schleiz és Löhma községekkel határos.

## Népesség
A település népességének változása:
| Lakosok száma | 218  | 212  | 200  | 194  | 189  |
|               | 2017 | 2019 | 2021 | 2022 | 2023 |